# Heteracanthocephalidae
Famille
Les Heteracanthocephalidae sont une famille d'acanthocéphales. Les  acanthocéphales sont des vers à tête épineuse, c'est-à-dire de petits animaux vermiformesés. Ils sont parasites de vertébrés et sont caractérisés par un proboscis rétractable portant des épines courbées en arrière qui leur permet de s'accrocher à la paroi intestinale de leurs hôtes.

## Liste des sous-familles et des genres
Cette famille comprend deux sous-familles et trois genres :
- Aspersentinae Golvan, 1960
  - Aspersentis Van Cleave, 1929
- Heteroacanthocephalinae Petrochenko, 1956
  - Heteroacanthocephalus Petrochenko, 1956
  - Sachalinorhynchus Krotov & Petrochenko, 1956

## Caaractérisation moléculaire
En 2024, le génome mitochondrial complet dʼAspersentis megarhynchus (von Linstow, 1892) Golvan, 1960 a été séquencé et annoté pour la première fois. Il s'agissait des premières données mitogénomiques pour le genre Aspersentis et également pour la famille Heteracanthocephalidae. Le mitogénome dʼA. megarhynchus compte 14 661 pb et comprend 36 gènes, contenant 12 gènes codant pour des protéines (atp8 manquant), 22 gènes d'ARNt et 2 ARN ribosomiques (rrnS et rrnL), plus deux régions non codantes.
Une analyse phylogénétique a suggéré une affinité étroite entre les Heteracanthocephalidae et les Echinorhynchidae au sein de l'ordre Echinorhynchida.